# Брайт, Лидия Иосифовна
Лидия Иосифовна Брайт (род. 15 января 1939) — оператор машинного доения племсовхоза «Победа» Кулундинского района Алтайского края, полный кавалер ордена Трудовой Славы (1991).

## Биография
Родилась 15 января 1939 года в селе Мышкино Кулундинского района Алтайского края в семье крестьянина. Русская.
Трудовую деятельность начала ещё во время учёбы в школе в первые послевоенные годы – полола с подружками пшеницу, затем трудилась на току. После окончания школы-семилетки в 1956 году устроилась работать на местную ферму телятницей.
В 1958 году вышла замуж за конюха Владимира Брайта и проживать стали на его родине в селе Мышкино Кулундинского района Алтайского края, Лидия Иосифовна перешла работать телятницей в местное отделение совхоза «Победа» (центральная усадьба – Кулунда (село), затем работала свинаркой.
В 1966 году на ферме увеличилось поголовье дойного стада, получила свою первую группу коров. Она постоянно добивалась высоких показателей по надоям и вскоре стала одной из лучших доярок совхоза. Являлась участницей Выставки достижений народного хозяйства (ВДНХ) СССР, награждалась медалями.
Указами Президиума Верховного Совета СССР от 30 марта 1978 года и 14 декабря 1984 года за большие успехи, достигнутые во Всесоюзном социалистическом соревновании, и проявленную трудовую доблесть в повышении производительности труда и продуктивности животноводства Брайт Лидия Иосифовна награждена орденами Трудовой Славы соответственно 3-й и 2-й степеней.
Добилась высоких производственных показателей: продуктивность коров по закреплённой за ней группе превышала 4700 килограммов, что в те годы было очень большим достижением. Она являлась членом алтайского краевого «Клуба-4000» мастеров машинного доения.
Указом Президента СССР от 23 августа 1990 года за достижение высоких результатов в производстве, переработке и продаже государству сельскохозяйственной продукции на основе применения прогрессивных технологий и передовых методов организации труда Брайт Лидия Иосифовна награждена орденом Трудовой Славы 1-й степени, стала полным кавалером.
После 33 лёт работы в животноводстве в марте 1993 года ушла на заслуженный отдых.
В настоящее время проживает в селе Мышкино.

## Награды
Награждена орденами Трудовой Славы 1-й, 2-й, 3-й степеней:
3 ст. 30.03.1978 № 216643
2 ст. 14.12.1984 № 10106
1 ст. 23.08.1990 № 765
- медалями, в том числе «За освоение целинных земель», а также серебряной и 2 бронзовыми медали ВДНХ СССР, юбилейной медалью Алтайского края (2012)[1][1].